# 9К37 Бук
9К37 „Бук“ (наименование по спецификацията на НАТО – SA-11 Gadfly) е съветски самоходнен зенитно-ракетен комплекс земя-въздух, за борба с маневриращи, аеродинамични цели (самолети, хеликоптери, ракети), летящи на средна и ниска височина, в условия на радиопротиводействие.
Наследник на добре познатия комплекс 2К12 Куб.
Разработката на комплекса започва на 13 февруари 1972 година. Разработен е в Научноизследователски институт по приборостроене „В. В. Тихомиров“. Производител на комплекса е Машиностроителен завод „М. И. Калинин“, а на ракетите – „Дългопрудненско научно-производствено предприятие“ (всички предприятия влизат във военно-промишления комплекс „Алмаз-Антей“).

## Ракети
Всяка ракета е с дължина 5,55 м, тегло 690 кг, снабдена е със 70-килограмова бойна глава с конвенционален (експлозив) заряд. Управлява се от радарно-локационна станция.
Батареята трябва да се приготви за 5 минути. Времето за реакция, зададено от съветската армия е 22 секунди от засичане на целта до изстрелване на ракета.
| Ракета (НАТО наименование)      | 2К12 „Куб“ (SA-6) | 9K37 „Бук“ (SA-11) | 9K37M „Бук-M1“ (SA-11) | 9K37M1 „Бук-SAR“ (SA-11) | 9K37M1-2 „Бук-M1-2“ (SA-17) |
| ------------------------------- | ----------------- | ------------------ | ---------------------- | ------------------------ | --------------------------- |
| Дата на приемане на въоръжение  | 1966              | 1980               | 1984                   | 1995                     | 1998                        |
| Ракети в една установка         | 3                 | 4                  | 4                      | 4                        | 4                           |
| Тегло на ракетите               | 599 kg            | 690 kg             | 690 kg                 | 690 kg                   | 710 – 720 kg                |
| Обсег                           | 4 – 24 km         | 4 – 30 km          | 3 – 35 km              | 3 – 42 km                | 3 – 50 km                   |
| Таван на полета                 | 800 – 14 000 m    | 30 – 14 000 m      | 30 – 22 000 m          | 30 – 25 000 m            | 30 – 25 000 m               |
| Скорост на ракетата (Мах)       | 2.8               | 3                  | 3                      | 3                        | 3                           |
| Скорост на целта (Мах)          | 2                 | 2.5                | 4                      | 4                        | 4                           |
| Едновременно прехващане на цели | 1                 | 2                  | 6                      | 6                        | 6, във всяка посока         |